# 82-я стрелковая дивизия (1-го формирования)
82-я стрелковая дивизия — воинское соединение в РККА Вооружённых Сил СССР.
Условное наименование — войсковая часть (в/ч) № 6567.
Сокращённое наименование — 82 сд.

## История
О времени первого формирования дивизии имеются два источника. Первый — это «Военный энциклопедический словарь. 1984. Львовский механизированный корпус. С. 410.», который гласит в 1932 году 82-я стрелковая дивизия сформирована на основе кадров запаса 169-го стрелкового полка 57-й стрелковой дивизии как 82-я территориальная стрелковая дивизия в Пермской области (см. Уральская область). 57-я стрелковая дивизия, убыла в Забайкалье. Второй — это «Сайт РККА. 82-я мотострелковая дивизия (ф. 1939)», который гласит в мае 1939 года дивизия сформирована на базе 244-го стрелкового полка.
В мае 1935 года дивизия переведена в Уральский военный округ (далее УрВО).
В мае 1939 года территориальная дивизия отмобилизована по штату кадровой и переведена в состав Забайкальского военного округа (далее ЗабВО) в Забайкалье.
С 30 мая по 16 июня 1939 года в городе Пермь и лагере Бершеть Пермской области была сформирована 82-я стрелковая дивизия второй очереди (в/ч 6567).
Для формирования дивизии были использованы следующие соединения 82-й стрелковой дивизии (в/соед. 5278):
- для 72-го стрелкового полка — кадры 1-го батальона 244-го стрелкового полка (в/ч 6567);
- для 210-го стрелкового полка — кадры 2-го батальона 244-го стрелкового полка (в/ч 6567);
- для 289-го стрелкового полка — кадры 3-го батальона 244-го стрелкового полка (в/ч 6567);
- для 91-го гаубичного артиллерийского полка — кадры 82-го гаубичного артиллерийского полка (в/ч 5302);
- для 38-го лёгкого артиллерийского полка — кадры 1-го дивизиона 82-го артиллерийского полка (в/ч 5295);
- для 321-го отдельного танкового батальона — кадры отдельной танковой роты (в/ч 6577).

На базе 210-го стрелкового полка, дислоцировавшегося в Свердловске и других оставшихся частей 82-й стрелковой дивизии (в/соед. 5278) была сформирована 112-я стрелковая дивизия.
В июне командир 82-й стрелковой дивизии получил приказ о переходе дивизии в состав 57-го особого корпуса (далее 57-й ок) ЗабВО на территорию Монгольской Народной Республики (далее МНР).
Период вхождения в действующую армию: 10 июня 1939 года — 16 сентября 1939 года.
В июле-сентябре дивизия участвовала в отражении нападения армии Маньчжоу-го и японской Квантунской армии на МНР на р. Халхин-Гол.

82-я стрелковая дивизия, прибывшая с Урала, первое время сражалась плохо. В её составе были малообученные бойцы и командиры. Эта дивизия была развёрнута и пополнена приписным составом незадолго до её отправления в Монголию.— Г. К. Жуков
За отличия во время боевых действий двоим военнослужащим дивизии присвоено звание Героя Советского союза, а 1910 командиров и красноармейцев награждены орденами и медалями.
17 ноября за отличие в боевых действиях орденом Красного Знамени награждены 601-й стрелковый и 82-й артиллерийский полки.
После окончания боёв дивизия дислоцировалась в н.п. Баин-Тумене в МНР.
23 сентября на базе дивизии сформирована 112-я стрелковая дивизия.
15 января 1940 года дивизия переформирована в 82-ю мотострелковую дивизию.

## Продолжение истории
В марте 1941 года 82-я мотострелковая дивизия переформирована в 82-ю моторизованную дивизию и введена в состав 29-го механизированного корпуса 17-й армии ЗабВО на территории МНР. Находилась в Баин-Тумене. 7 мая 1941 года управление корпуса и корпусные части по постановлению ЦК ВКП(б) и СНК СССР «О новых формированиях в составе Красной Армии» было расформировано и обращено на формирование других управлений частей., 82-я моторизованная дивизия после расформирования управления корпуса стала отдельной в составе 17-й армии ЗабВО..
В июле-августе 1941 года 82-я моторизованная дивизия переформирована в мотострелковую.
Здесь необходимо обратить внимание на информацию двух источников. Первый — это «Сайт РККА. 82-я сд (ф. 1939). 3-я гвардейская мотострелковая дивизия», который гласит, что 7 июля 1941 года дивизия отправлена на советско-германский фронт в действующую армию. Второй — это «Сайт Механизированные корпуса РККА. 82-я моторизованная дивизия», который гласит, что 7 октября 1941 года дивизия начала перемещение на советско-германский фронт и к 25 октября 1941 г. прибыла в состав Западного фронта.
Здесь необходимо обратить внимание на информацию двух источников. Первый — это «Военный энциклопедический словарь. 1984. Львовский механизированный корпус. С. 410.», который гласит, что 17 марта 1942 года за боевые заслуги дивизия преобразована в 3-ю гвардейскую мотострелковую дивизию. Второй — это «Сайт РККА. 82-я сд (ф. 1939). 3-я гвардейская мотострелковая дивизия», который гласит, что 19 марта 1942 года дивизия преобразована в 3-ю гвардейскую мотострелковую дивизию.
23 июня 1943 года 3-я гвардейская мотострелковая дивизия обращена на формирование 6-го гвардейского механизированного корпуса. См. также 6-я гвардейская мотострелковая дивизия.

## Состав
- 601-й (72-й) стрелковый полк (в/ч 601)
- 602-й (210-й) стрелковый полк (в/ч 602)
- 603-й (289-й) стрелковый полк (в/ч 603)
- 38-й артиллерийский полк (в/ч 604)
- Штабная батарея начальника артиллерии (в/ч 605)
- 146-й отдельный дивизион ПТО (в/ч 606)
- 94-й отдельный разведывательный батальон (в/ч 607)
- 130-й отдельный батальон связи (в/ч 608)
- 123-й отдельный сапёрный батальон (в/ч 609)
- 321-й отдельный танковый батальон (в/ч 610)
- 82-й (91-й) гаубичный артиллерийский полк (в/ч 611)
- 7-й автотранспортный батальон подвоза (в/ч 631)
- 53-й медико-санитарный батальон (в/ч 632)
- 31-я отдельная зенитно-пулемётная рота (в/ч 633)
- 46-е авиазвено (в/ч 634)
- 22-я отдельная дегазационная рота (в/ч 635)
- 23-я отдельная ремонтно-восстановительная рота (в/ч 636)
- 41-й полевой автохлебозавод (в/ч 637)
- 49-й полевой подвижной госпиталь (в/ч 638)
- 65-й ветеринарный лазарет (в/ч 639)
- 179-й особый отдел НКВД (в/ч 640)
- 128-й стрелковый взвод особого отдела НКВД (в/ч 641)
- Подвижной военторг (в/ч 643)
- 299-я полевая почтовая станция
- 355-я подвижная авторемонтная мастерская

## Командование
Командиры дивизии:
- Медников, Михаил Лазаревич (1933)	Комдив
- Кронеберг, Павел Александрович (1934)	Комдив
- Полянский, Никифор Александрович	(1935-1936)	Комдив
- Рубцов, Фёдор Дмитриевич (9.06.1938 — ?), полковник[3];
- врид ? Антюфеев, Иван Михайлович (июнь 1939 - отстранён в августе 1939), полковник[10].

- Пось, Федот Фёдорович (с 3 августа 1939 г. решением Военного совета 1 армейской группы  — август 1939), комбриг, (погиб в боях на р. Халхин-Гол)[4][3];
- Санаев (на лето 1939 г.), полковник[3];
- Алексеев Василий Михайлович (август 1939 — февраль 1940), майор, (исполнял обязанности)[4][3];
- Федюнинский, Иван Иванович (6.02.1940 — 3.03.1940), полковник[4][3]

Заместители командира дивизии
- Антюфеев, Иван Михайлович (июнь -  август 1939), полковник[11] Приказом Военного совета 1-й армейской группы от 3 августа 1939 года полковник Антюфеев И. М. от занимаемой должности был отстранён.[12]

Начподивы
- Каменев К. М. (1933-1935)
- Филатов А. В. (1936)

Заместитель командира корпуса, начальник пехоты
- Прокофьев, Юрий Михайлович (10.1939-04.1941).

Начальники штаба:
- Прядилов, Михаил Николаевич (1.04.33-1938-?), майор;
- Цибин, Иван Григорьевич (19.09.1938-17.12.1939), полковник;
- Тоньшин, Михаил Фёдорович, полковник

Начальники артиллерии:
- Годлевский, Николай Иванович (1939-?), майор

## Отличившиеся воины
- Заиюльев, Николай Николаевич, майор, командир 603-го стрелкового полка.
- Пономарёв, Павел Елизарович, отделённый командир, командир отделения связи 603-го стрелкового полка.